# Torna (sport)

Velodrom: torna 1928-ban

Velodrom: torna 1928-ban

A torna különböző jellegű és különböző szereken bemutatott gyakorlatokból álló összetett sportág, amelyet férfiak és nők egyaránt űznek, részben eltérő szereken. A szertornán kívül a szervezett tornasportok közé tartozik még a ritmikus gimnasztika (régen: művészi torna), a trambulin (gumiasztal), az akrobatikus torna (korábban sportakrobatika) és az aerobik. A férfi szertorna gyakorlatai: talaj, gyűrű, korlát, lólengés, ugrás és nyújtó. A női versenyeken is megvan a talaj és az ugrás, további szereik a gerenda és a felemás korlát. Az egyes gyakorlatfajtákból egyéni versenyeket rendeznek, de a valamennyi gyakorlatot tartalmazó összetett versenyek és a csapatversenyek is a megmérettetés részei. A sportág hazai irányító szerve a Magyar Torna Szövetség, európai szerve az Union Européenne de Gymnastique (UEG), nemzetközi szerve pedig a Fédération Internationale de Gymnastique (FIG).

## Története

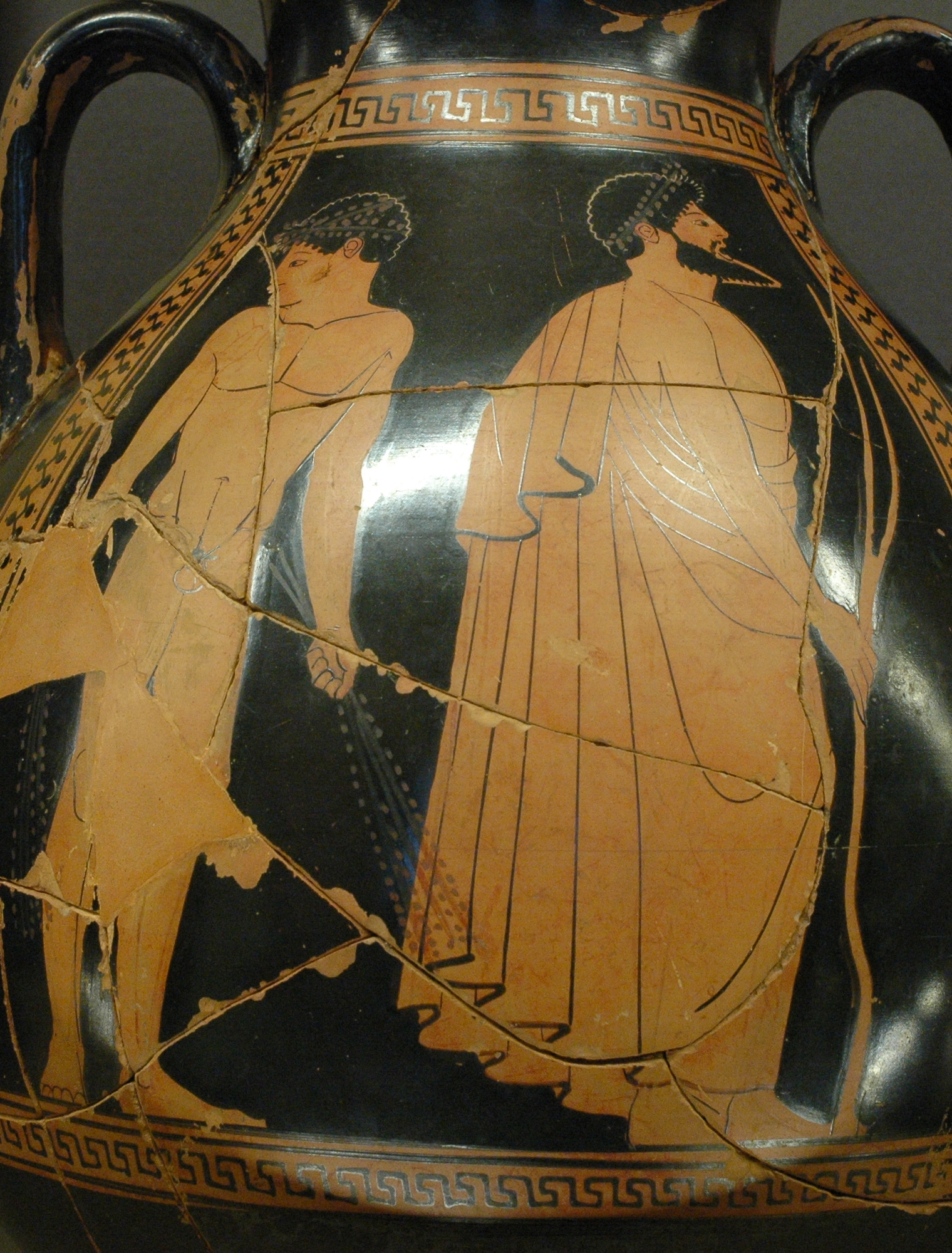
Tornász és edzője görög vázán

A torna történetét az ókori görögökhöz szokás kötni, de nem szabad megfeledkezni arról, hogy már egyiptomi, valamint indiai régészeti emlékeken is láthatunk tornára utaló mozdulatokat. Az ókori Kínában i. e. 2000 körülire teszik a gyógytorna kialakulását, feltalálójának Huang-ti császárt tartják. A krétai kultúrában is találni sport témájú ábrázolásokat, például bika szarvai között átszaltózó tornászokat. Ezzel együtt a sporttorna valójában az ókori görögökig vezethető vissza, akik különös figyelmet fordítottak a fizikai állóképesség fejlesztésére és szinten tartására. Minden városban volt gümnaszion (tornacsarnok), ahol a férfiak gyakorolhattak. A futásokból, ugrásokból és dobásokból álló mozgásrendszert palesztikának nevezték. Az ókori Rómában a testedzéssel már inkább csak a katonák és a gladiátorok foglalkoztak. A középkorban a lovagi tornákat lehet megemlíteni. A reneszánsz idején újra felfedezték a palesztikát, és különböző humanista iskolákban gyakorolták. Mercurialis könyvet írt arról, hogy a testgyakorlás az egészségmegőrzés fontos eszköze (De arte gymnastica, 1569). Az 1600-as években Comenius bevezette a (sport)játékokat az oktatásba, és játékterek kialakítását javasolta az iskolákban (Orbis pictus).

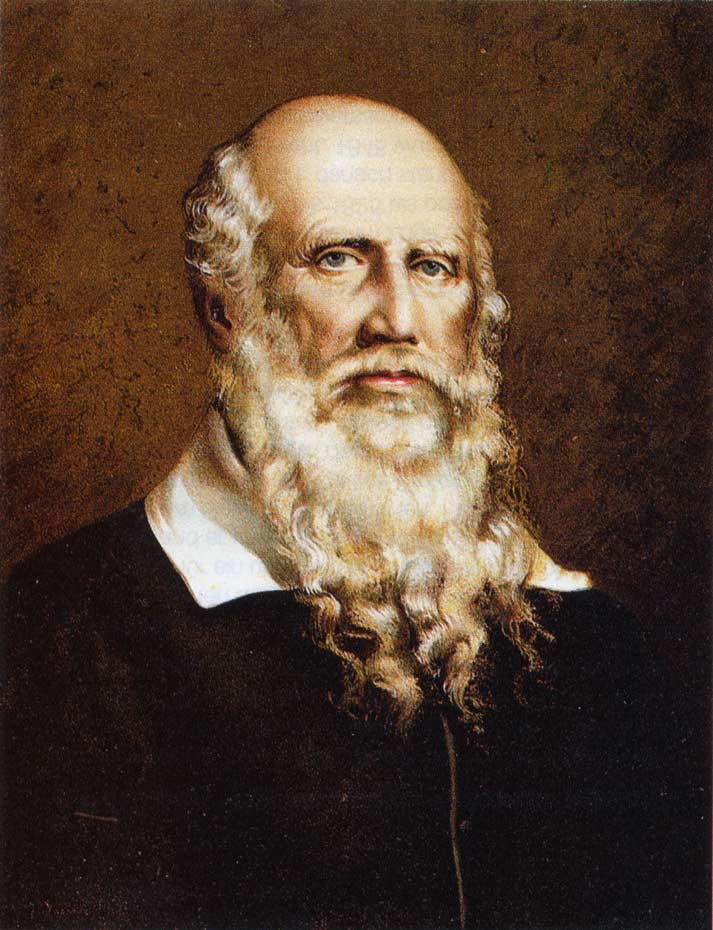
F. L. Jahn, a német torna atyja

A mai értelemben vett szertorna alapjait német területen fektették le körülbelül a 18. század második felében. 1793-ban Johann Christoph Friedich Guths Muths megjelentette Gymnastic für die Jugend (Gimnasztika az ifjúság számára) című művét, az első olyan tornászkönyvet, amelyben a testgyakorlatok immár „testen végzett munkává” váltak. Friedrich Ludwig Jahn 1811-ben megalapította a berlini Turnvereint, a voltaképpeni első tornaegyesületet, és kialakította az ún. német tornarendszert. Ezt fejlesztette tovább a svájci Adolf Spiess, aki bevezette a kéziszerek használatát. Sajátossága a német rendszerű sportnak, hogy a versenyeket nem támogatták, ellentétben az Angliában kialakult, elsősorban az atlétikán alapuló iskolával (az ellentéteket akkoriban atlétika-torna háborúnak nevezték). Ennek megfelelően a nemzetközi tornaszövetség (FIG) is csak tornabemutatókat szervezett, az első, Athénban megrendezett újkori olimpiától pedig kifejezetten eltiltotta a tornászokat (néhány ország, köztük Magyarország sportolói is, azért részt vettek a játékokon). A FIG csak lassan adta be a derekát: az első torna-világbajnokságot 1903-ban rendezte meg Antwerpenben egyéni összetett és csapatverseny formájában, de szerenkénti világbajnokságokat csak 1930-tól (nőknél 1950-től) tartottak. A sportág nemzetközi nagyságai közül – önkényesen kiemelve – megemlíthető Nyikolaj Andrianov, Věra Čáslavská, Miroslav Cerar, Nadia Comăneci, Kató Szavao, Larisza Latinyina és Ljudmila Turiscseva, akik sportszerűségükkel, látványos gyakorlataikkal sokat tettek a tornasport népszerűsítéséért.
Magyarországon az első nyilvános testgyakorolda 1819-ben nyitotta meg a kapuit, majd folyamatosan sorra alakultak a tornaegyletek. Itt is megfigyelhető volt az éles szembenállás a szabadtéri atlétika és labdajátékok, valamint a beltéri torna hívei között. Hamarosan kialakult azonban a versenyszerű tornasport, 1905-től már bajnokságokat is rendeztek. A tornaszövetség nemzetközi versenyek szervezését is vállalta: 1934-ben világbajnokságot rendeztek. Ezt követték az évtizedekkel későbbi sportversenyek: 1983-ban világbajnokságot, 1992-ben Európa-bajnokságot, 2002-ben pedig szerenkénti világbajnokságot rendeztünk. Versenyzőink többnyire nincsenek a nemzetközi tornasport élvonalában, de időről időre felbukkan egy olyan tehetség, aki elismerést vált ki a nemzetközi versenyeken, sőt a sportág legnagyobbjai között tartják számon. Olimpiákon, világbajnokságokon szereztek egyéni aranyérme(ke)t Borkai Zsolt, Csollány Szilveszter, Keleti Ágnes, Korondi Margit, Magyar Zoltán, Pataki Ferenc, Pelle István, Ónodi Henrietta, Berki Krisztián és a kéziszercsapat.
A magyarországi torna oktatásában jelentős szerepet nyert 1974-től a "Gimnasztika" név alatt megjelent könyv, amelyet Boldogfai Farkas György (1924–1988), a pécsi "Janus Pannonius Tudományegyetem Tanárképző Karának" főiskolai docense, Baranya megyei tornaszövetség elnöke adott ki.

## A versenyek
A versenyek felosztása nemek szerint
A tornaversenyek a résztvevők neme szerint:
1. lány-, illetve női,
2. fiú-, illetve férfiversenyek lehetnek.
A lányok és fiúk, illetve a nők és férfiak egymás ellen nem versenyezhetnek.
A versenyek jellege
A tornaversenyek jellegük szerint lehetnek:
– egyéni versenyek, ahol a tornászok egyénileg vesznek részt a versenyeken, és az elért eredmény a tornászoknak egyénileg számít.
– egyénenkénti csapatversenyek, ahol a tornászok a versenyen mint a csapat tagjai vesznek részt és a csapat tagjai külön-külön mutatják be gyakorlataikat; az egyénileg elért pontszám a csapat eredményébe számít be.
A versenyek rendszere életkor szempontjából
a) gyermek
b) serdülő
c) ifjúsági
d) junior
e) felnőtt
Versenyszámok szerinti versenyek
1. Összetett verseny
2. Összetett és szerenkénti verseny
A versenyzők
A versenyzők száma attól függ, hogy egyéni vagy csapatversenyen indulnak.
1. Egyéni versenyen a tornászok egyénileg vesznek részt. az egyéni versenyzők száma általában kötetlen, kivéve ha a versenykiírás másképpen rendelkezik.
2. A csapat legkisebb megengedett létszáma két tornász.
a) A csapatot egynemű (férfi vagy nő), általában egy korcsoportba tartozó hasonló minősítésű tornászokból kell összeállítani, kivéve ha a versenykiírás másképpen intézkedik.
b) A csapat létszáma általában 6 fő, akik közül versenyszámonként a legjobb 5 tornász eredménye számít, vagyis minden versenyszámban egy-egy, a legkevesebb pontszámot elért tornász eredményét nem veszik figyelembe.
c) A verseny megkezdése után a csapatot kiegészíteni vagy a tornászokat cserélni nem megengedett. Sérült tornász helyére nem szabad mást beállítani, még abban az esetben sem, ha a csapat létszáma az előírt alá csökkenne.
Korcsoportok
A tornászok életkoruk alapján a következő korcsoportba tartoznak:
|                       | fiú        | lány       |
| --------------------- | ---------- | ---------- |
| a) gyermektornászok   | 8-10 évig  | 7-10 évig  |
| b) serdülő tornászok  | 8-14 évig  | 8-12 évig  |
| c) ifjúsági tornászok | 12-18 évig | 11-14 évig |
| d) junior tornászok   | 14-20 évig | 14-15 évig |
| e) felnőtt tornászok  | 16 évtől   | 15 évtől   |

A tornászok korcsoportjuk felső határának betöltése évében a naptári év végéig (december 31-ig) még korcsoportjukban versenyezhetnek. A következő és január 1-jétől az új, magasabb korcsoportba tartoznak.

## A szertorna gyakorlatai
A torna mai képe viszonylag lassan alakult ki. Korábban olyan – ma már furcsának ható tornamutatványok is a műsoron voltak, mint a lóugrás keresztben, a függeszkedés, a férfi buzogánygyakorlat, kéziszer-gyakorlat, kötélmászás stb. A rendszer az 1950-es évektől tekinthető befejezettnek, noha – főleg a szerek kialakításával és a gyakorlatok összeállításával és pontozásával kapcsolatban – időről időre történnek kisebb módosítások. A gyakorlatokat általában hat bíró és egy döntőbíró minősíti: 1-től 10-ig terjedő pontszámot adhatnak, tizedes pontossággal.

### Mindkét nem által bemutatott gyakorlatok

#### Talajgyakorlat

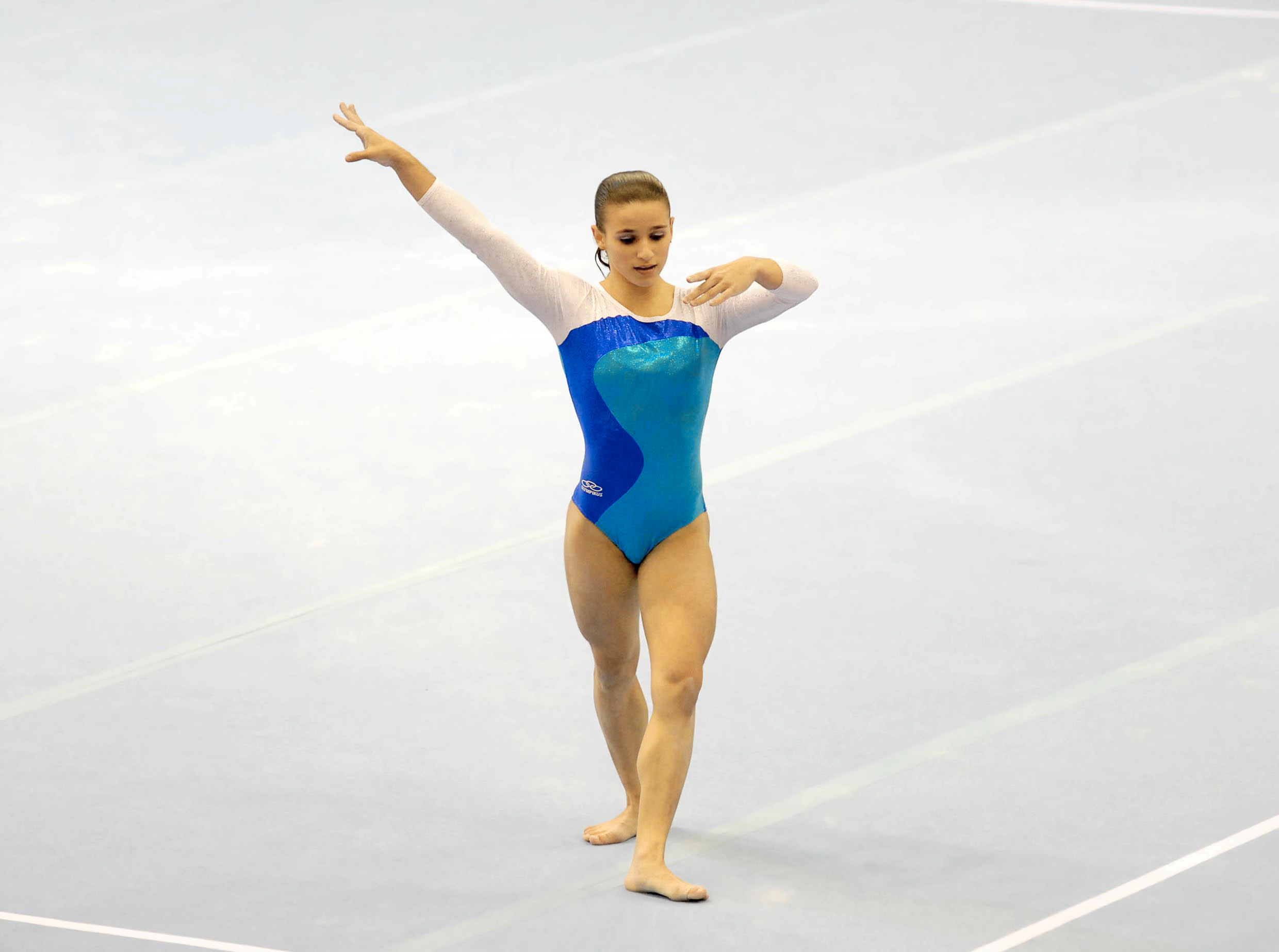
Talajgyakorlat

A talajgyakorlatokat a korábbi évtizedekben műszabadgyakorlatnak nevezték. A talajgyakorlat számára kialakított terület egy 12×12 m nagyságú, rugalmas keményhab alapozású szőnyeg. A szőnyeg rugalmas kialakítása teszi lehetővé a tornászok számára a nagy magasságú ugrások végrehajtását, anélkül, hogy a talajra érkezéskor ébredő dinamikus erőhatások károsan vegyék igénybe ízületeiket. A gyakorlatok során a tornászok bizonyságot adhatnak rugalmasságról, erőről, egyensúlyérzékről és akrobatikus képzettségről. A gyakorlatok különböző ugrásokból, forgásokból, körözésekből, kézállásokból és más erőelemekből állnak, amiket nőknél táncelemek is kiegészítenek. A gyakorlatokat a nők zenére, a férfiak anélkül mutatják be. Ez az egyetlen szer, ahol a férfiak rövid sportnadrágban is bemutathatják gyakorlataikat.

#### Ugrás
Az ugrást korábban lóugrásnak nevezték. Az ugrást ekkor a férfiak hosszában, a nők keresztben elhelyezett (kápa nélküli) lovon hajtották végre. A mai ugrószer körülbelül 1×1 m felületű, speciális kialakítású tornaszer. Magassága férfiak esetén 1,35 m, nőknél 1,25 m. Az ugrást a versenyzők nekifutásból, rugós dobbantóról indítják. A szert két kézzel érintik, azon megtámaszkodva a test hossz- és keresztiránya mentén forgásokat végeznek, majd a kijelölt érkezési helyen fognak talajt két lábbal. A versenyzők bizonyos ugrásfajtáknál már a szer érintése előtt is végrehajthatnak forgást és csavart.

### Férfi versenyszámok

#### Gyűrűgyakorlat

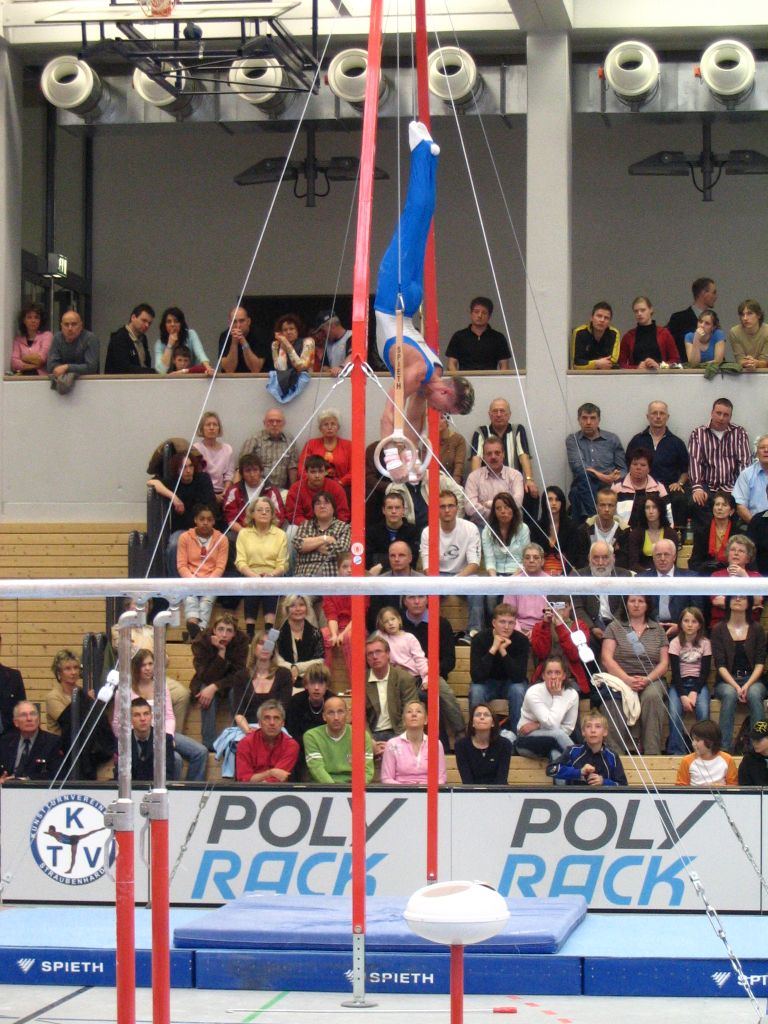
Gyűrűgyakorlat

A gyűrű szer két, 18 cm belső átmérőjű fa karika, amelyek a talaj felett 255 cm-re lógnak egy szilárdan kifeszített állványzatról, egymástól való távolságuk 50 cm. Az állvány magassága 5,5 m, szélessége 2,6 m. A gyűrűk bőrhevederrel kapcsolódnak a felfüggesztő acélsodronyokhoz. A gyakorlatot a versenyzők nyugalmi függeszkedő testhelyzetből kezdik, és lendületi, erő- és tartásos elemekből összeállítva hajtják végre. A leugrás minden esetben lendületi elemből történik.

#### Korlátgyakorlat
A korlát (megalkotója a német torna atyja, Jahn volt) két, párhuzamosan elhelyezett farúd (erre utal angol neve: parallel bars). A korlát rúdjainak hossza 3,5 m, egymástól mért távolságuk – állítható módon – 42–52 cm, és egy állványszerkezeten 1,7 m magasságban vannak elhelyezve. A gyakorlat lendületi, forgásos és egyensúlyi elemekből áll, gyakran erőelemekkel kiegészítve. A gyakorlat elemei a rudak irányában, de arra merőlegesen is végrehajthatók.

#### Lólengés

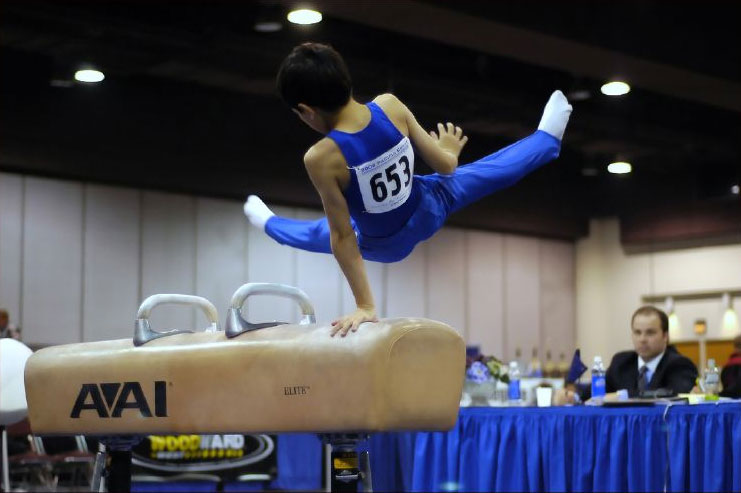
Lólengés

A ló hosszúsága 1,6 m, 1,1 m magas, a rajta elhelyezett kápák magassága 12 cm, egymástól való távolságuk – állíthatóan – 40–45 cm. A lólengés gyakorlata csak lendületi elemekből állhat (pároskörök, ollók és ellenollók, orsók stb.), valamint az – utóbbi időben többnyire kézállásból végrehajtott – leugrásból (amelynél a lendületi elemek kizárólagosságára vonatkozó szabály fölött szemet hunynak…). Mind a kötelező, mind pedig a szabadon választott ugrást csak egyszer lehet bemutatni. A lólengés két legnehezebb elemét (Vígh László edző jóvoltából) magyar tornászok mutatták be, és róluk nevezték el (Magyar-vándor – Magyar Zoltán, Sivadó-vándor – Sivadó János).

#### Nyújtógyakorlat

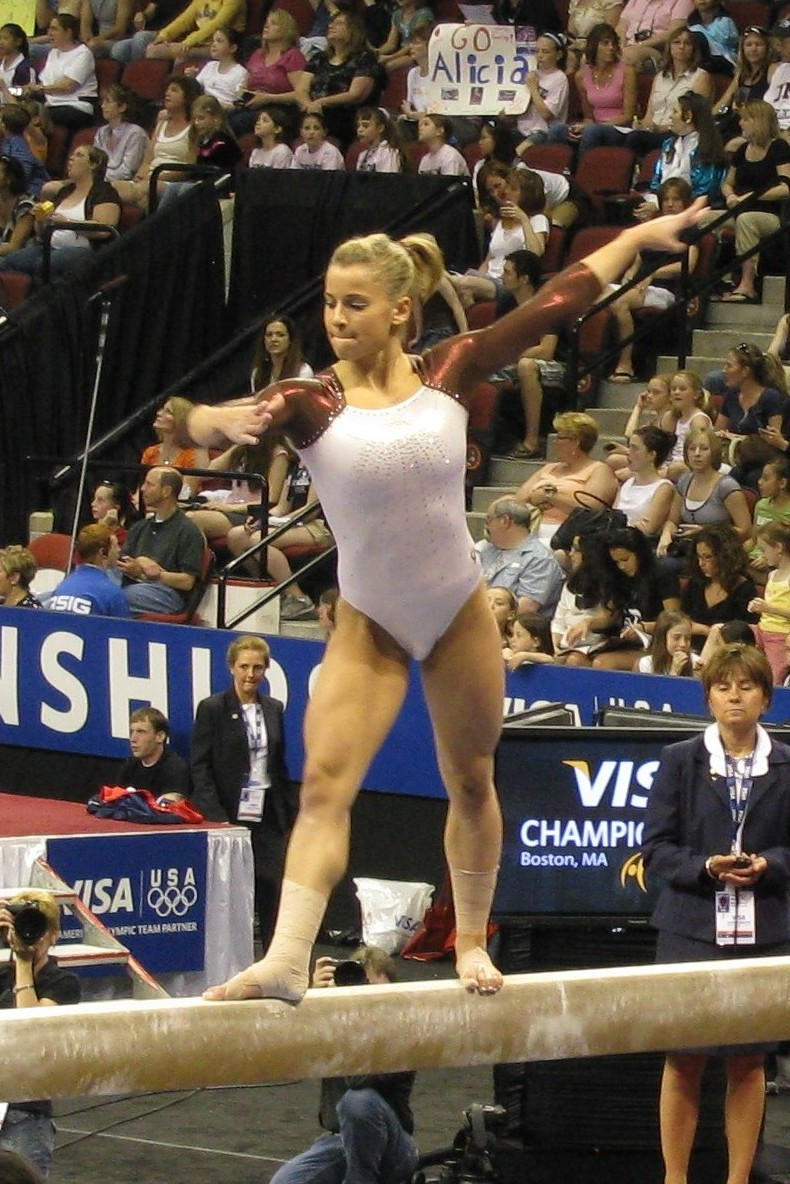
Gerendagyakorlat

A nyújtó egy acélrúd, amelynek az átmérője 28 mm, hossza 2,4 m, és a talajtól 2,80 m magasságban rögzítik egy állványzaton. A nyújtógyakorlat kizárólag lendületi elemekből állhat, körökből, fordulatokból, szaltókból stb. A szer egyik gyakran alkalmazott speciális elemét (Kovács-szaltó), az azt először bemutató Kovács Péterről nevezték el.

### Női versenyszámok

#### Gerendagyakorlat
A gerenda 5 m hosszú és 10 cm széles, felületén filcréteget helyeznek el. A gerenda magassága 125 cm. A gyakorlatok elemei az egyensúlyérzékre épülnek: lépések, forgások, szaltók stb.

#### Felemáskorlát-gyakorlat
A felemás korlát két, egymással párhuzamosan elhelyezett farúd. A férfiak által használt korláttól abban különbözik, hogy a két rúd magassága eltérő: 155 cm és 240 cm, távolságuk állítható. A felemás korláton bemutatott gyakorlatok némiképp a nyújtógyakorlatokra emlékeztetnek, miközben a tornászok a két rudat közel egyforma arányban használják (fellendülések, fordulatok, szökkenések, billenések stb.). A gyakorlatokat gyakran ugródeszkáról felugorva indítják.